# Esport femení
L'esport femení comprèn el conjunt de les pràctiques esportives femenines, professionals, amateurs o de temps lliure. La participació de les dones en els esports va tenir un gran auge al segle xx, especialment en el darrer quart d'aquell segle, reflectint els canvis en les societats modernes que donaven èmfasi a la paritat entre els sexes. Encara que el nivell de participació femenina varia molt entre els països i per cada esport, actualment té gran acceptació a pràcticament tot el món i en alguns casos, com el tennis i el patinatge artístic, rivalitzen o superen en popularitat als seus homònims masculins. Cal destacar que normalment les dones no competeixen en termes iguals, en les disciplines esportives, amb els homes.
Fins a aproximadament 1870, les activitats de les dones tendien a ser de naturalesa informal i recreativa, mancaven de codis de regles i posaven èmfasi en l'activitat física en lloc de la competició. Avui en dia, els esports femenins són més específics de l'esport i s'han convertit tant en nivells esportius amateurs com en nivells professionals en diversos llocs internacionals, però es troben principalment als països desenvolupats on s'ha produït una organització conscient i acumulació de riquesa. A mitjans i finals del segle xx, la participació femenina en l'esport i la popularització de la seva implicació va augmentar, especialment durant el darrer trimestre. Molt pocs esports organitzats han estat inventats per dones. Esports com Newcomb ball, netball, gimnàstica acrobàtica i tumbling, i possiblement stoolball, són exemples. Exemples més recents inclouen l'esport de BasKua de Pamela Frey a l'Argentina, i el joc de Crokicurl de Liz Wreford i Leanne Muir al Canadà.
La implicació esportiva de les dones és més observable als països ben desenvolupats i sovint s'atribueix a la presència del feminisme de paritat de gènere, una ideologia feminista popularitzada als Estats Units d'Amèrica.
Existeixen dues divisions importants amb relació a les categories esportives femenines. Aquests esports van sorgir exclusivament com un esport femení organitzat o es van desenvolupar com una variant femenina organitzada d'un esport popularitzat per primera vegada per un grup demogràfic masculí i, per tant, es va convertir en una categoria femenina. En tots els casos excepte en alguns casos excepcionals, com en el cas del camogie, una variant femenina o "joc de la dona" utilitza el mateix nom de l'esport practicat popularment pels homes, però es classifica en una categoria diferent que es diferencia per sexe: homes o dones, o nenes o nens. Les variants femenines són molt comunes, mentre que els esports femenins organitzats en comparació són rars i inclouen esports d'equip com ara netball, throwball, Natació sincronitzada i ringette. En els esports femenins, els suposats beneficis de la paritat de gènere, l'equitat de gènere i el feminisme d'igualtat de gènere són controvertits. Els homes dominen els primers llocs d'elit en la gran majoria dels esports a tot el món a causa dels seus avantatges biològics i l'exclusió deliberada dels atletes masculins impedeix que els participants masculins domin per aquest motiu. L'exclusió conscient dels atletes masculins dels esports femenins els ha permès produir un nivell d'elit d'esportistes femenins en lloc d'homes. A més, els esports femenins proporcionen a les dones i les noies un avantatge únic, ja que els ofereix l'oportunitat de figurar com a esportistes principals en lloc d'haver de competir amb els homes per obtenir atenció, un assoliment soscavat per la inclusió dels homes.
Avui dia, els esports femenins que encara no s'han convertit en esports olímpics estan bloquejats de l'acceptació del COI perquè han de complir les quotes de paritat de gènere del COI. Com que la gran majoria dels esports organitzats són desenvolupats i practicats principalment per homes, la paritat de gènere del COI afavoreix estrictament les variants femenines malgrat la seva incapacitat per ser pionera en un model esportiu original. En comparació, els esports femenins s'enfronten a una discriminació directa del COI a causa del fet que els esports femenins tenen una base predominantment d'esportistes femenines. Com a resultat, s'enfronten al rebuig del COI independentment del seu nombre perquè se'ls considera inadequats a causa dels seus programes orientats a dones, és a dir, "no tenen prou homes", tot i que els homes dominen els esports organitzats a nivell internacional. Actualment, la Carta Olímpica del COI rebutja qualsevol esport que no sigui molt practicat per homes en almenys 75 països i en 4 continents, i per dones en 40 països i en 3 continents. A causa de les quotes de paritat de gènere del COI, els esports amb una taxa de participació predominantment masculina en lloc de femenina reben automàticament l'estatus de prioritat pel COI. A més, la Carta pressiona les federacions esportives femenines perquè facin campanyes per la inclusió de més jugadors masculins en lloc de dones, incentiva les oportunitats de participació masculina en lloc de femenina, i tanca esports dominats per dones com el netball.
De vegades, les atletes femenines han participat en l'activisme social juntament amb la seva participació en l'esport. Els mètodes de protesta han inclòs fer vagues de jugar, campanyes a les xarxes socials i, en el cas d'Amèrica, demandes federals per motius de desigualtat, generalment pel que fa als principis de paritat de gènere, la llei nord-americana i el títol IX. Les campanyes de promoció orientades al servei públic per a les noies en l'esport inclouen una varietat d'estils de campanya mediàtica.

## Història

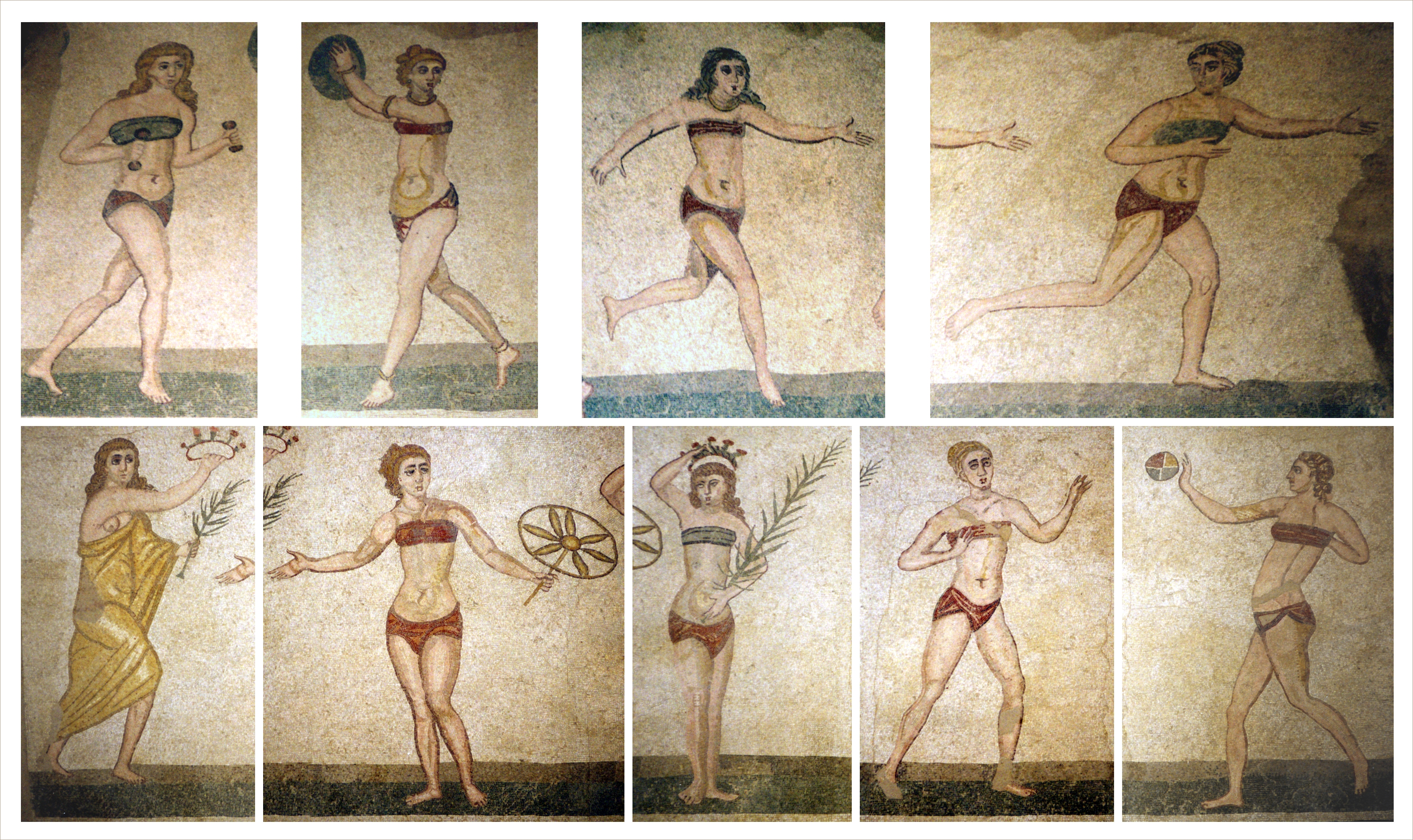
Mosaic de la vila romana de Casale.

A Grècia existia una estricta separació entre els sexes i l'esport no s'escapava pas a aquesta regla. Les dones el podien practicar lliurement, però no podien accedir a les competicions masculines, ni tan sols estar a les mateixes tribunes que els homes. Els Jocs d'Hera, que se celebraven elmes de setembre de cada 4 anys, eren l'esdeveniment esportiu femení més important. Hi havia una cursa a peu de 160 metres. Les guanyadores revien una corona d'olivera i una part de la vaca sacrificada a la deessa Hera. La mateixa poetessa Safo indica que havia entrenat a una gran campiona en aquestes curses.
Com que en la competició masculina en les curses de carros gregues qui rebia el premi no era el conductor (auriga) sinó el propietari dels cavalls, es va donar el cas que la premiada fos una dona com va passar amb Bellistica de Macedònia 268 aC.
À Roma, la presència de dones a les tribunes no era cap problema. Hi va haver en rares ocasions dones gladiadores però els gladiadors no eren considerats esportistes sinó formant part d'un espectacle.
La pràctica esportiva de les dones romanes està testimoniada pels texts i els mosaics, són molt conegudes les noies en biquini de la Piazza Armerina. Es tracta essencialment d'esports no competitius.

### De l'Edat Mitjana a laseglexviii
En aquesta època es troben poques traces d'esport femení com va ser Margot la Hennuyère (nascuda cap a 1427) o Anne de Beaujeu, futura regent de França sota el nom d'Anne de France (1461-1522). El mateix concepte d'esport de temps lliure (desport) és difícilment compatible amb el paper que tenia la dona en la societat medieval.

### Seglexix
La publicació a Londres el 1820 del primer tractat de gimnàstica femenina marca l'inici d'un segle amb nombroses novetats en mateèria d'esport femení. Especialment en l'aeronàutica i l'alpinisme, on les dones trenquen amb el model de l'"excursionisme femení" que deixava la destresa física a les dones. homes que practiquen «excursionisme conreat» i als burgesos i aristòcrates il·lustrats «alpinisme sense pretensions» amb l'única finalitat turística. Inevitablement, això donà lloc a reaccions molt virulentes de certs conservador: «la confusió dels sexes és la Gran Por de l'home de l'any 1880». Aquest moviment d'hostilitat a l'esport femení nascut durant el segle xix va continuar a principis del segle següent. A França, com per als homes, els centres educatius de dones van donar cada cop més espai a l'exercici físic durant la Restauració i el Segon Imperi: així ho testimonia l'èxit del llibre per a noies de Clias Callisthénie. I la Tercera República va fomentar el desenvolupament de la gimnàstica entre les noies joves per tal de donar als homes republicans companys republicans.
Pràctiques esportives de classes socials afavorides, són més aviat mixtes (tennis, equitació) en la noblesa mentre que es realitzen més aviat per separat (natació, gimnàstica) a la burgesia intel·lectual i empresarial.

#### Bàsquet

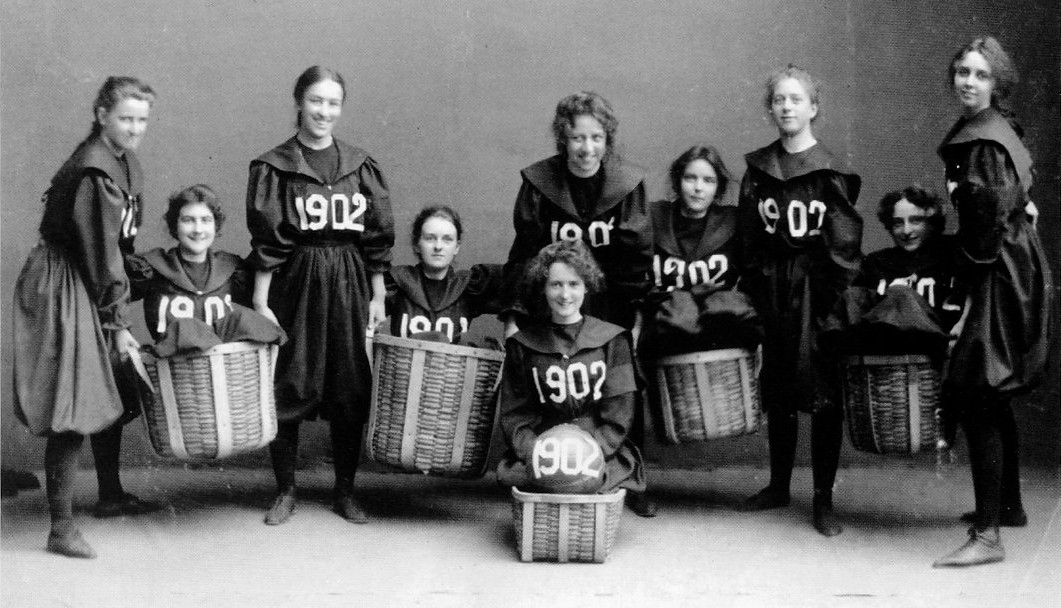
Classe de Smith College de l'equip de bàsquet de 1902 (1902 era l'any de la seva graduació prevista; és possible que aquesta foto no s'hagués fet el 1902)

Als Estats Units, sota l'impuls de les entrenadores d'educació física Clara Gregory Baer i Senda Berenson Abbott, el bàsquet s'adapta a la pràctica femenina. L'any 1892, poc després de la invenció de l'esport per James Naismith, els primers partits entre dones es van jugar amb regles modificades: estava prohibit arrabassar la pilota a l'adversari o regatejar a terra més de tres vegades, per tal de no per “desenvolupar una tendència al nerviosisme i perdre la gràcia, la dignitat i l'autoestima”. El 1895, Clara Gregory Baer va publicar la primera col·lecció de regles per al bàsquet femení, aleshores anomenada basquette. Les regles de Berenson es van publicar per primera vegada l'any 1899, i ella va produir la primera edició de la Guia de bàsquet femení d'Albert Spalding l'any 1901. Aleshores, la pràctica femenina estava molt mal considerada: davant el desenvolupament de l'esport a les escoles secundàries, molts estudis intenten demostrar els efectes del bàsquet sobre la moral de les noies joves i defensar-ne la prohibició. Els jugadors porten la cotilla i també vestits llargs, que sovint els fan ensopegar. El tir s'havia de fer amb una sola mà: tirar amb les dues mans es considerava antiestètic perquè posava el pit endavant.

### Del XX al XXI

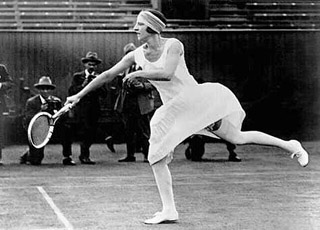
«La divina» Suzanne Lenglen

Els Jocs Olímpics de 1900 van tenir lloc a París i van participar-hi les dones per primera vegada, sis entre les 1.066 atletes, només en tennis i golf. però amb un moviment d'hostilitat de les autoritats esportives, polítiques i fins i tot mèdiques. Malgrat això en les dècades següents es van fer famoses esportistes com les tennistes Suzanne Lenglen o Mildred Didrickson Zaharias.

A França, al mateix temps, van aparèixer les primeres seccions de gimnàstica femenina a París, Valenciennes, Le Havres i Lió una mica més tard. La Unió Francesa de Gimnàstica Femenina (UFGF) les va reunir en una assemblea celebrada a Lió el 21 d'abril de 1912 i va ser declarada a la prefectura del Roine el 21 de novembre. Sota la presidència masculina del senyor Podestat (aleshores Amy a partir de 1921) comptava l'any 1914 amb 80 associacions afiliades.

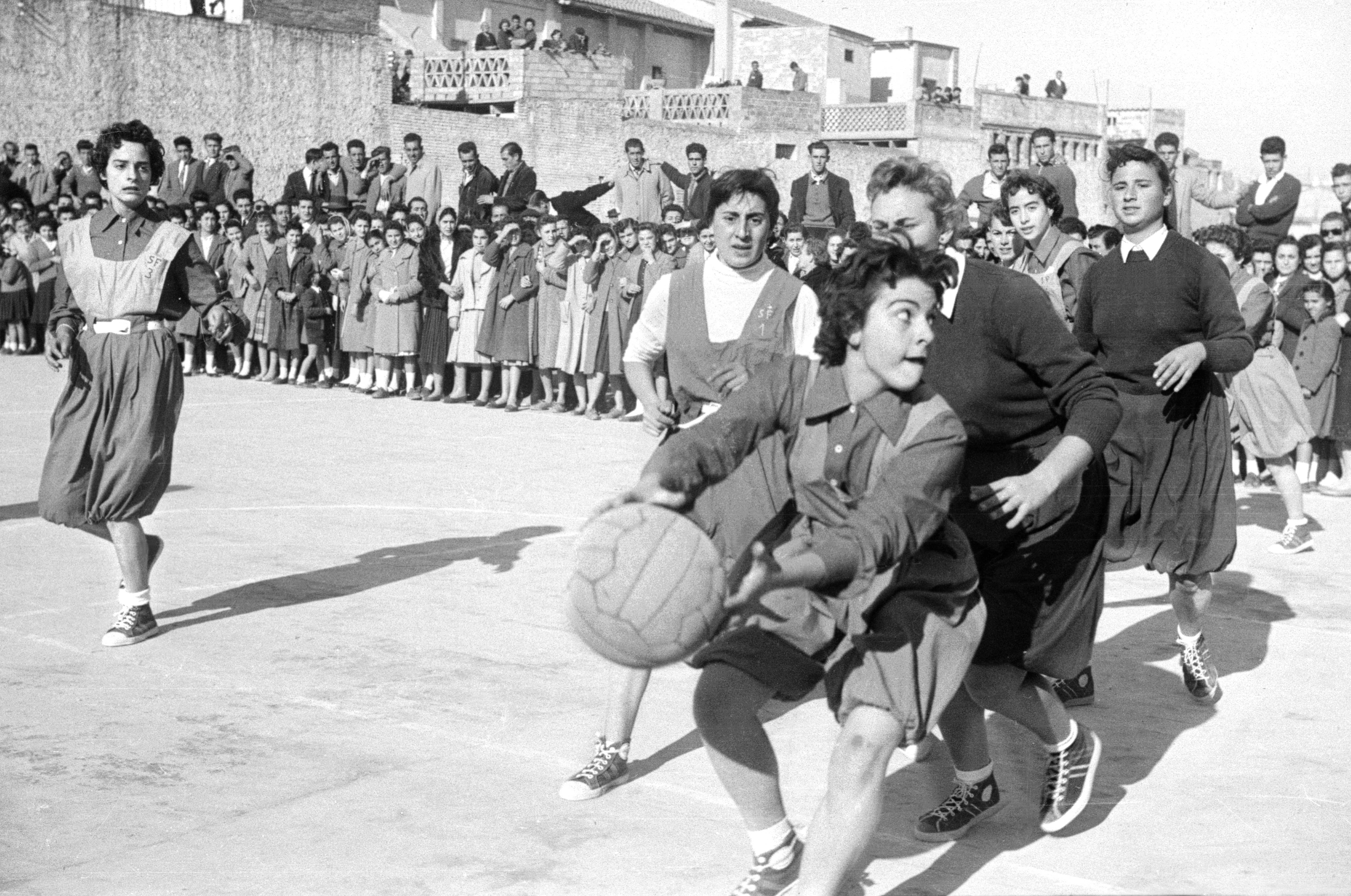
Equip de bàsquet d'Alginet, 1958

Les dones practicaven la natació, entre elles Annette Kellerman, que també va ser l'origen del banyador modern d'una sola peça l'any 1905. La Gran Guerra va marcar l'emancipació de la dona i va afavorir l'aparició del seu esport, com ho demostra el primer partit de futbol femení jugat a França el 30 de setembre de 1917.
L'esport catòlic femení s'organitzà a partir de 1919. Marie-Thérèse Eyquem va ser una de les grans figures d'aquest moviment. A l'estat Espanyol, la realització dels Jocs Olímpics d'Estiu de Barcelona 92 va suposar un ressorgiment de l'esport femení al país.
Durant els Jocs Olímpics de Barcelona de 1992, la prova mixta de skeet (tir esportiu) va veure la victòria de la xinesa Zhang Shan, la primera dona a guanyar una competició de tir mixt als Jocs. Tanmateix, aquests Jocs Olímpics també són els últims a acollir un esdeveniment de tir mixt.
L'any 2001, una dona, Jutta Kleinschmidt, va guanyar el París-Dakar, un mític ral·li raid. La implicació de les dones en els esports del motor ha anat en augment des de mitjans del segle xx. Pilots com ara Laia Sanz, Iris Krämer i Emma Bristow han destacat en competicions femenines de trial (Sanz, també en enduro, raids i automobilisme). Una de les modalitats del motociclisme amb més presència de dones i seguiment mediàtic és el motocròs femení, que es va començar a desenvolupar als Estats Units durant la dècada del 1970.
No va ser fins als Jocs Olímpics d'hivern de 2014 a Sotxi que es va poder veure les dones admeses a la competició olímpica de salts d'esquí, 90 anys després de la primera competició olímpica masculina a Chamonix el 1924.